# Amédée de Vroye
Amédée de Vroye (ca. 1835 - na 1910) was een Franse fluitist die actief was in de tweede helft van de negentiende eeuw en het eerste decennium van de twintigste. De Vroye stond bekend als een van de beste fluitisten van zijn tijd.

## Levensloop
In weerwil van de roem die hij tijdens zijn leven genoot, is er maar weinig bekend over het persoonlijk leven van De Vroye. Volgens sommige bronnen zou hij in België geboren zijn maar andere houden het op Parijs. In deze stad wordt hij nog in 1909 vermeld in een adresboek van kunstenaars. Van daarna zijn geen levenstekenen bekend.
Vanaf circa 1850 trad De Vroye met enige regelmaat in Parijs en andere Franse steden op. Hij was daar onder andere verbonden aan het Théâtre-lyrique en de Musique de la Garde. Na een aantal optredens in Londen in 1861 werd ook elders in Europa zijn faam gevestigd. Tussen 1861 en 1885 ging hij verscheidene malen op tournee in Nederland, België, Duitsland, Denemarken en Oostenrijk. In de muziekpers in deze landen werd hij steevast als een virtuoos omschreven. Toen Thomas Edison in 1889 op de wereldtentoonstelling in Parijs een verbeterde versie van zijn fonograaf demonstreerde, stond op een van de gebruikte wasrollen een fluitsolo gespeeld door De Vroye.

## Status als componist
Op concertprogramma's stond De Vroye geregeld als componist van de door hem gespeelde stukken vermeld. Voor zover valt na te gaan, gaat het hierbij echter steeds om (variaties op) composities van anderen.